# هری داگلاس
هری داگلاس (انگلیسی: Harry Douglas؛ زادهٔ ۱۶ سپتامبر ۱۹۸۴) بازیکن فوتبال آمریکایی اهل ایالات متحده آمریکا است.

## حرفه
از باشگاه‌هایی که در آن بازی کرده‌است می‌توان به آتلانتا فالکونز اشاره کرد.